# سپیلکوو
سپیلکوو (به چکی: Spělkov) یک منطقهٔ مسکونی در جمهوری چک است که در ناحیه ژدار ناد سازاووو واقع شده‌است. سپیلکوو ۲٫۵۸ کیلومتر مربع مساحت و ۵۰ نفر جمعیت دارد و ۶۱۰ متر بالاتر از سطح دریا واقع شده‌است.